# Liste der denkmalgeschützten Objekte in Nová Baňa
Die Liste der denkmalgeschützten Objekte in Nová Baňa enthält die 14 nach slowakischen Denkmalschutzvorschriften geschützten Objekte in der Gemeinde Nová Baňa im Okres Žarnovica.

## Denkmäler
| Foto |                 | Denkmal / č. ÚZPF                                             | Standort / Konskr. Nr.                                 | Offizielle Beschreibung                          | Beschreibung                                                        | Metadaten                                                         |
| ---- | --------------- | ------------------------------------------------------------- | ------------------------------------------------------ | ------------------------------------------------ | ------------------------------------------------------------------- | ----------------------------------------------------------------- |
| BW   | Datei hochladen | Befestigung(sk) ObjektID: 612-2239/1                          | Standort KG: Nová Bana Konskr.Nr.:                     | Zámcisko                                         |                                                                     | č. NKP: 612-2239/1 Stand des NKP: 2012-02-08 Name: HRADISKO       |
| BW   | Datei hochladen | Grabmal(sk) ObjektID: 612-2600/0                              | Standort KG: Nová Bana Konskr.Nr.:                     | rod.Kijáczy                                      | der Familie Kijáczy                                                 | č. NKP: 612-2600/0 Stand des NKP: 2012-02-08 Name: NÁHROBNÍK      |
| BW   | Datei hochladen | Grabmal(sk) ObjektID: 612-2601/0                              | Standort KG: Nová Bana Konskr.Nr.:                     | Pettyko Andreas - Dobrý pastier                  | des Andreas Pettyko - der gute Hirte                                | č. NKP: 612-2601/0 Stand des NKP: 2012-02-08 Name: NÁHROBNÍK      |
| BW   | Datei hochladen | Gebäude in regionaltypischem Baustil(sk) ObjektID: 612-3033/0 | Vŕšky 30 Standort KG: Nová Bana Konskr.Nr.: 30         | zrubový                                          |                                                                     | č. NKP: 612-3033/0 Stand des NKP: 2012-02-08 Name: DOM LUDOVÝ     |
| ja   | Datei hochladen | Skulptur(sk) ObjektID: 612-1255/0                             | Bernolákova ul. Standort KG: Nová Bana Konskr.Nr.:     | sv.Trojica - Súsošie sv.Trojice                  | heilige Dreifaltigkeit                                              | č. NKP: 612-1255/0 Stand des NKP: 2012-02-08 Name: SÚSOŠIE        |
| ja   | Datei hochladen | Rathaus(sk) ObjektID: 612-1253/0                              | Bernolákova ul. 2 Standort KG: Nová Bana Konskr.Nr.:   |                                                  |                                                                     | č. NKP: 612-1253/0 Stand des NKP: 2012-02-08 Name: RADNICA        |
| BW   | Datei hochladen | Statue(sk) ObjektID: 612-2252/0                               | Kmeta A. ul. Standort KG: Nová Bana Konskr.Nr.:        | sv.Florián                                       | St. Florian                                                         | č. NKP: 612-2252/0 Stand des NKP: 2012-02-08 Name: SOCHA          |
| ja   | Datei hochladen | Kirche(sk) ObjektID: 612-1251/0                               | Kmeta A. ul. 18 Standort KG: Nová Bana Konskr.Nr.: 584 | r.k.Narodenia Panny Márie                        | römisch-katholische Kirche Mariä Geburt                             | č. NKP: 612-1251/0 Stand des NKP: 2012-02-08 Name: KOSTOL         |
| BW   | Datei hochladen | Gebäude in regionaltypischem Baustil(sk) ObjektID: 612-3032/0 | Moyzesova ul. 1 Standort KG: Nová Bana Konskr.Nr.: 995 | zrubový                                          |                                                                     | č. NKP: 612-3032/0 Stand des NKP: 2012-02-08 Name: DOM LUDOVÝ     |
| ja   | Datei hochladen | Denkmal(sk) ObjektID: 612-11104/0                             | Slobody nám. Standort KG: Nová Bana Konskr.Nr.:        | padlí a umucení - Pomník padlým a umuceným       | für die Gefallenen und Gefolterten                                  | č. NKP: 612-11104/0 Stand des NKP: 2012-02-08 Name: POMNÍK        |
| BW   | Datei hochladen | Statue(sk) ObjektID: 612-1254/0                               | Školská ul. 7 Standort KG: Nová Bana Konskr.Nr.:       | sv.Ján Nepomucký - súsošie 3 anjelov a Jána Nep. | St. Johannes Nepomuk und drei Engel                                 | č. NKP: 612-1254/0 Stand des NKP: 2012-02-08 Name: SOCHA          |
| ja   | Datei hochladen | Kirche(sk) ObjektID: 612-1252/0                               | Školská ul. 3 Standort KG: Nová Bana Konskr.Nr.: 65    | r.k.sv.Alžbety - Dolný kostol                    | römisch-katholische Unterkirche St. Elisabeth                       | č. NKP: 612-1252/0 Stand des NKP: 2012-02-08 Name: KOSTOL         |
| BW   | Datei hochladen | Gedenkhaus(sk) ObjektID: 612-3026/1                           | Štúrova ul. 47 Standort KG: Nová Bana Konskr.Nr.: 815  | Holéczy Ervín - Rodný dom E.Holéczyho            | Geburtshaus des Ervín Holéczy (Peter Zván), Arzt und Schriftsteller | č. NKP: 612-3026/1 Stand des NKP: 2012-02-08 Name: DOM PAMÄTNÝ    |
| BW   | Datei hochladen | Gedenktafel(sk) ObjektID: 612-3026/2                          | Štúrova ul. 47 Standort KG: Nová Bana Konskr.Nr.: 815  | Holéczy Ervín - 1897-1972,lekár,spisovatel       | für Ervín Holéczy, Arzt, Schriftsteller                             | č. NKP: 612-3026/2 Stand des NKP: 2012-02-08 Name: TABULA PAMÄTNÁ |

## Legende
Die Tabelle enthält im Einzelnen folgende Informationen:
| Foto:                    | Fotografie des Denkmals. |
| Denkmal / č. ÚZPF:       | Die Übersetzung der Bezeichnung des Denkmals, wie sie vom Slowakischen Denkmalamt (Pamiatkový úrad Slovenskej republiky) verwendet wird. Die Originalbezeichnung ist unter dem Fragezeichen angegeben. Fehlt die Übersetzung, so wird die Originalbezeichnung direkt angezeigt. Weiters ist die Objekt-Identifikationsnummer (Objekt ID) angeführt. Sie ist die offizielle, in der Slowakei eindeutige Nummer č. ÚZPF inklusive der zugehörigen Zählnummer, wie sie in den Daten des Denkmalamtes angegeben wird. Da diese nur innerhalb eines Landkreises gezählt wird, ist dessen Nummer der Denkmalnummer vorangestellt. |
| Standort:                | Wenn in der Liste vorhanden, ist die Adresse angegeben. In Klammern kann sich noch eine zusätzliche Adresse befinden, wenn es beispielsweise ein Eckhaus ist. Bei freistehenden Objekten ohne Adresse (zum Beispiel bei Bildstöcken) ist eine Adresse angegeben, die in der Nähe des Objekts liegt. Durch Aufruf des Links Standort wird die Lage des Denkmals in verschiedenen Kartenprojekten angezeigt. Darunter sind die Katastralgemeinde (KG) und, wenn vorhanden, die Konskriptionsnummer (Konskr. Nr.) angegeben.                                                                                                   |
| Offizielle Beschreibung: | Es ist die Kurzbeschreibung auf Slowakisch, wie sie in den offiziellen Listen angegeben ist, eingetragen. |
| Beschreibung:            | Kurze Angaben zum Denkmal auf Deutsch. |
| Metadaten:               | Zusätzlich werden, wenn in den persönlichen Einstellungen das Helferlein Dauerhaftes Einblenden von Metadaten aktiviert ist, ebensolche angezeigt. |

- Karte mit allen Koordinaten:
- OSM |
- WikiMap